# Costanza di Bretagna
Costanza di Penthievre, o di Bretagna; in francese Constance de Bretagne (Bretagna, 1161 – Nantes, 3 o 5 settembre 1201), bretone, fu Duchessa di Bretagna dal 1166 al 1201 e Contessa di Richmond dal 1171 al 1201.

## Origine
Costanza, secondo la Chronica Albrici Monachi Trium Fontium era l'unica figlia del Conte di Richmond, duca di Bretagna e Conte di Tréguier e di Guingamp, Conan IV e della moglie, Margherita di Huntingdon, come ci confermano gli Annales de Burton.
Margherita di Huntingdon (1145 - 1201), era figlia del conte di Northumbria e di Huntingdon, Enrico di Scozia, e di Ada de Warenne (secondo l'abate e storico normanno, del XII secolo, priore dell'abbazia di Bec e sedicesimo abate di Mont-Saint-Michel, Robert de Torigny, Guglielmo I di Scozia era figlio di Enrico di Scozia e di Ada de Warenne e, sia secondo la Genealogia Comitum Richemundiæ post conquestum Angliæ, sia secondo The Chronicle of the reigns of Henry II and Richard I 1169-1192, Margherita era la sorella di Guglielmo I).
Conan IV di Bretagna (1138 - 1171), secondo la Chronica sancti Sergii Andegavensis, era figlio del primo conte di Richmond, Alano III (il Nero) e di Berta di Bretagna, che, secondo l'Ex Chronico Britannico Altero, era figlia del duca di Bretagna, conte di Rennes e conte di Nantes, Conan III e della moglie (come conferma il monaco e cronista inglese, vissuto tra l'XI e il XII secolo, Orderico Vitale), Matilde FitzRoy ( † dopo il 1128), figlia illegittima del re d'Inghilterra e duca di Normandia, Enrico I Beauclerc, e di un'amante di cui non si conoscono né il nome né gli ascendenti.

## Biografia
Nonostante che suo padre Conan IV ed il re d'Inghilterra e duca di Normandia, Enrico II, nel 1158, si fossero rappacificati, Enrico II continuò a promuovere segretamente ribellioni nel ducato di Bretagna, sino a che, nel 1168, secondo il monaco benedettino, inglese, del XIII secolo, Matteo di Parigi, suo padre cedette, e dichiarò erede Costanza, la sua unica figlia, di circa sette anni ed acconsentì il matrimonio (fidanzamento) di Costanza col figlio di Enrico II, Goffredo, di circa dieci anni; la decisione fu ben accolta in tutta la Bretagna.
Suo padre Conan IV morì poco dopo: nel 1169 (secondo la Chronica sancti Sergii Andegavensis), o nel 1171 (secondo Robert de Torigny, secondo l'Ex Chronico Britannico Altero, secondo l'Ex Chronico Kemperlegiensis, che precisa anche il giorno (20 febbraio) e ancora secondo l'Ex Chronico Ruyensis Cœnobii) o ancora nel 1170, secondo la Genealogia Comitum Richemundiæ post conquestum Angliæ, che ci informa inoltre che fu sepolto nel monastero di Bégard.
A Conan succedette la figlia Costanza, ma di fatto al governo del ducato ci fu il fidanzato, Goffredo, sotto la reggenza di Guglielmo Hammon.
Il matrimonio tra Costanza e Goffredo, fu celebrato nel 1181, anche se Robert de Torigny, lo riporta nel 1182. Goffredo assunse il titolo di duca di Bretagna e conte di Richmond.
Nel 1186, a soli ventotto anni, il marito di Costanza morì calpestato a morte da un cavallo durante una giostra, lasciando a Costanza il governo della Bretagna e della contea di Richmond, come reggente, per conto del figlio, Arturo, nato postumo.
Il 3 febbraio del 1188 Costanza si sposò, in seconde nozze, con Ranulfo, conte di Chester, come ci confermano gli Annales Cestrienses or Chronicle of the Abbey of St Werburg at Chester; sempre secondo gli Annales Cestrienses Ranulfo, il primo gennaio di quell'anno, nei pressi di Caen, in Normandia, era stato creato cavaliere dal re, Enrico II, che aveva deciso di dargli in moglie, la vedova di suo figlio, Goffredo, Costanza, che gli avrebbe portato in dote la contea di Richmond. Questo secondo matrimonio viene confermato anche dalla Genealogia Comitum Richemundiæ post conquestum Angliæ. La coppia visse separata, poiché il marito continuava a vivere in Inghilterra, governando le contee di Chester e Richmond, mentre Costanza viveva in Francia con i figli, governando il ducato di Bretagna.
Nel 1191 re Riccardo Cuor di Leone, allora trentaquattrenne e privo di discendenza, nominò suo erede il figlio di Costanza, il giovane Arturo in un documento siglato con il re di Francia Filippo II ed il Re di Sicilia, Tancredi.
Nel 1196, Costanza fece riconosciure Arturo duca di Bretagna. Il marito, Ranulfo, catturò Costanza a Pontorson sull'ordine di Riccardo Cuor di Leone e la imprigionò in Normandia, nel castello di Beuvron, ma fu costretto a liberarla, nell'estate del 1198, per la reazione dei sudditi in Bretagna. Costanza chiese l'annullamento del proprio matrimonio con Ranulfo e, secondo la Genealogia Comitum Richemundiæ post conquestum Angliæ, ottenne il divorzio, causa adulterio.
Sempre secondo la Genealogia Comitum Richemundiæ post conquestum Angliæ, Costanza, nel 1199, si sposò, in terze nozze, con Guido di Thouars( † 13 aprile 1213), un nobile francese, figlio secondogenito del visconte Goffredo di Thouars ( † dopo il 1173) e di Aumou, di cui non si conoscono gli ascendenti (secondo il documento n° XXIV del cartoulaire du bas poitou, il fratello di Guido il primogenito, il visconte di Thouars, Amalrico VII ( † 21 marzo 1226) fece una donazione in cui asserisce di essere fratello di Guido e di essere figlio di Aumou e secondo il documento n° LXXXII del Cartulaire de Saint-Laon de Thouars, sempre il fratello di Guido, Amalrico VII, fece un'altra donazione in suffragio dell'anima del padre, Goffredo).
Questa scelta corrispondeva alla linea politica di alleanza con la Francia perseguita dalla duchessa, già avviata dal primo marito Goffredo e proseguita anche dai figli.
Quando nel 1199 morì il re Riccardo Cuor di Leone, Filippo II di Francia diede ad Arturo i contadi di Angiò, Maine e Poitou in cambio del giuramento di fedeltà in qualità di vassallo. La sua ascesa al trono venne dunque osteggiata dai nobili inglesi, che temevano la sudditanza dell'Inghilterra entro l'orbita francese: lo zio Giovanni d'Inghilterra si insediò al suo posto nell'aprile del 1199. Arturo, benché ancora minorenne, costituiva ai suoi occhi una minaccia e per questo lo fece catturare a Mirabeau, il ragazzo venne quindi portato a Rouen sotto la custodia di Guglielmo de Braose, IV signore di Bramber e lì sparì misteriosamente, probabilmente ucciso, nell'aprile del 1203 dopo un anno di detenzione. Anche un'altra figlia di Costanza, Eleonora, venne catturata e rinchiusa nel castello di Corfe, dove rimase fino alla morte avvenuta parecchi anni dopo.
Costanza morì di parto, dando alla luce la figlia ultimogenita, all'età di quarant'anni, nel 1201, come ci confermano anche gli Annales de Burton.La morte di Costanza viene confermata anche dalla Genealogia Comitum Richemundiæ post conquestum Angliæ, che ci informa che fu sepolta nel monastero di Bégard (poi dopo circa 25 anni, i resti furono traslati a Nantes), dall'Ex Chronico Britannico, che indica il giorno della morte (3 settembre), dall'Ex Chronico Britannico Altero, che indica un diverso giorno della morte (5 settembre) ed infine dall'Ex Chronico Ruyensis Cœnobii, che ci informa che morì nei pressi di Nantes.
Dal primo luogo di sepoltura il monastero di Bégard, nell'ottobre del 1223, nel giorno della consacrazione della chiesa (fatta costruire da Costanza), la salma venne traslata nell'abbazia di Villeneuve a Les Sorinières, Nantes.

## Famiglia

### Guglielmo, fratello di Costanza
Come femmina, Costanza non poteva ereditare dopo la morte del padre se aveva un fratello. Una carta di Margherita di Huntingdon, madre di Costanza, indica che lei e Conan avevano avuto più di un bambino: Margherita fece una donazione per la sua anima e quelle del duca Conan IV e “figli nostri” o “bambini nostri” (“pro salute anime”... “puerorum”... nostrorum”). Secondo gli storici Michael Jones e Judith Everard, è probabilmente allusione ad almeno un figlio morto durante l'infanzia, rendendo Costanza l'unica ereditiera del ducato di Bretagna.
Tuttavia, due carte di Costanza e del figlio Arturo menzionano un fratello di Costanza, Guglielmo “clericus”. Come un maschio, Guglielmo avrebbe dovuto ereditare dopo la morte di Conan. Secondo la storica Judith Everard, Enrico II costrinse il padre di Costanza da abdicare nel 1166 per impedire a un figlio del duca di ereditare il ducato. Secondo Everard, il fatto che il fratello di Costanza si chiama Guglielmo sembra indicare che non è un figlio illegittimo di Conan, poiché Guglielmo era il nome di un fratello di Margherita de Huntingdon.

### Discendenza
Costanza a Goffredo diede tre figli:
- Eleonora di Bretagna (1182/1184 - 1241) che venne imprigionata dallo zio Giovanni d'Inghilterra e poi tenuta in libertà vigilata dal cugino, Enrico III d'Inghilterra dall'adolescenza fino alla morte
- Matilde di Bretagna (1185 circa - prima del maggio 1189), morta durante l'infanzia
- Arturo (1187 - 1203), nato postumo, Duca di Bretagna, Conte di Richmond e Conte d'Angiò, ucciso presumibilmente dallo zio Giovanni.

A Ranulfo de Blondeville, ancora secondo la Genealogia Comitum Richemundiæ post conquestum Angliæ, non diede figli.
A Guido di Thouars, diede due figlie:
- Alice (1200 - 21 ottobre 1221) che sposò Pietro I di Bretagna[2]
- Caterina di Thouars (1 / 5 settembre 1201 - 1240 circa) che sposò Andrea signore di Vitré, secondo l'Ex Fragmentis Chronicorum Comitum Pictaviæ et Aquitaniæ Ducum[32].

#### Margherita di Thouars
Secondo qualche storico, Costanza e Guido di Thouars aveva una terza figlia:
- Margherita di Thouars (1 / 5 settembre 1201 - avanti a 1220),sposata da Goffredo, visconte di Rohan[33][34].

Secondo gli storici Dom Morice, Charles-Louis Taillandier, Prudence-Guillaume de Roujoux e Arthur Le Moyne de La Borderie, Costanza di Bretagna e Guido di Thouars avevano una terza figlia, chiamata Margherita.
Gli storici Pierre Daru e François Manet affermano che Costanza di Bretagna e Guido di Thouars avevano tre figlie, ma non precisano i loro nomi.
Margherita è chiamata sorella di Pietro I di Bretagna in una carta di 1232. Questo significa che era la sua sorella o la sua cognata (vedere Medieval Lands).

## Nella cultura di massa

### Nella la letteratura
Costanza di Bretagna appare in diverse opere, comprese:
- The Troublesome Reign of King John (v.1589) tragedia anonima
- Re Giovanni (1593-1596) tragedia di William Shakespeare
- Jean sans Terre ou la mort d’Arthur (1791) di Jean-François Ducis
- King John (1800) di Richard Valpy
- La Mort d’Arthur de Bretagne (1826) poema di Alexis Fossé
- Prince of Darkness (2005), Devil’s Brood (2008), Lionheart (2011) e A King’s Ransom (2014) romanzi di Sharon Kay Penaman

Costanza venne anche accennata nel poema Le petit Arthur de Bretagne à la tour de Rouen (1822) di Marceline Desbordes-Valmore, il dramma Arthur de Bretagne (1885) di Louis Tiercelin e i romanzi Le Loup blanc (1843) di Paul Féval, Le Poids d’une couronne (légende bretonne) (1867-1868) di Gabrielle d’Étampes, il secondo volume della trilogia Le Château des Poulfenc (2009) di Brigitte Coppin e, con le figlie Matilda, Alice e Catarina et il marito Guido di Thouars, nel romanzo Dans l’Ombre du Passé (2020) di Léa Chaillou.

### Nel teatro e nella televisione
Costanza venne interpretata da Julia Neilson nel cortometraggio muto King John (1899), che inscena la morte di Giovannia al fine dell’opera di Shakespeare, Sonia Dresdel nella versione del BBC Sunday Night Theatre (1952) e Claire Bloom nella versione BBC Shakespeare (1984).
Nella serie Robin Hood, appare in cinque puntate e venne interpretata da Dorothy Alison (prima e seconda stagioni), Pamela Alan (terza stagione) e Patricia Marmont (quarta stagione). venne anche interpretata da Paula Williams (giovana Costanza) e Nina Francis (adulta Costanza) nella serie televisiva drammatica della BBC The Devil's Crown (1978).

## Ascendenza
|                                |                        |                                          | Genitori                                   |  |  | Nonni |  |  | Bisnonni                       |  |  | Trisnonni                     |  |
|                                |                        |                                          |                                            |  |  |       |  |  | Stefano I, conte di Penthièvre |  |  | Oddone I, conte di Penthièvre |  |
|                                |                        |                                          |                                            |  |  |       |  |  | Stefano I, conte di Penthièvre |  |  | Oddone I, conte di Penthièvre |  |
|                                |                        | Agnese di Cornovaglia                    |                                            |  |  |       |  |  | Stefano I, conte di Penthièvre |  |  |                               |  |
| Alano, I conte di Richmond     |                        |                                          |                                            |  |  |       |  |  | Stefano I, conte di Penthièvre |  |  |                               |  |
|                                |                        | Havoise di Blois                         | Tebaldo III, conte di Blois e di Champagne |  |  |       |  |  |                                |  |  |                               |  |
|                                |                        | Havoise di Blois                         | Tebaldo III, conte di Blois e di Champagne |  |  |       |  |  |                                |  |  |                               |  |
|                                |                        | Havoise di Blois                         | Alice de Crépy                             |  |  |       |  |  |                                |  |  |                               |  |
| Conan IV, duca di Bretagna     |                        | Havoise di Blois                         |                                            |  |  |       |  |  |                                |  |  |                               |  |
|                                |                        | Conan III, duca di Bretagna              | Alano IV, duca di Bretagna                 |  |  |       |  |  |                                |  |  |                               |  |
|                                |                        | Conan III, duca di Bretagna              | Alano IV, duca di Bretagna                 |  |  |       |  |  |                                |  |  |                               |  |
|                                |                        | Conan III, duca di Bretagna              | Ermengarda d'Angiò                         |  |  |       |  |  |                                |  |  |                               |  |
| Berta, duchessa di Bretagna    |                        | Conan III, duca di Bretagna              |                                            |  |  |       |  |  |                                |  |  |                               |  |
|                                |                        | Matilde FitzRoy                          | Enrico I, re d'Inghilterra                 |  |  |       |  |  |                                |  |  |                               |  |
|                                |                        | Matilde FitzRoy                          | Enrico I, re d'Inghilterra                 |  |  |       |  |  |                                |  |  |                               |  |
|                                |                        | Matilde FitzRoy                          | …                                          |  |  |       |  |  |                                |  |  |                               |  |
| Costanza, duchessa di Bretagna |                        | Matilde FitzRoy                          |                                            |  |  |       |  |  |                                |  |  |                               |  |
|                                | Davide I, re di Scozia | Malcolm III, re di Scozia                |                                            |  |  |       |  |  |                                |  |  |                               |  |
|                                | Davide I, re di Scozia | Malcolm III, re di Scozia                |                                            |  |  |       |  |  |                                |  |  |                               |  |
|                                | Davide I, re di Scozia | Margherita d'Inghilterra                 |                                            |  |  |       |  |  |                                |  |  |                               |  |
| Enrico di Scozia               | Davide I, re di Scozia |                                          |                                            |  |  |       |  |  |                                |  |  |                               |  |
|                                |                        | Maud di Northumbria                      | Waltheof, conte di Northumbria             |  |  |       |  |  |                                |  |  |                               |  |
|                                |                        | Maud di Northumbria                      | Waltheof, conte di Northumbria             |  |  |       |  |  |                                |  |  |                               |  |
|                                |                        | Maud di Northumbria                      | Judith di Lens                             |  |  |       |  |  |                                |  |  |                               |  |
| Margherita di Scozia           |                        | Maud di Northumbria                      |                                            |  |  |       |  |  |                                |  |  |                               |  |
|                                |                        | Guglielmo di Warenne, II conte di Surrey | William de Warenne, I conte del Surrey     |  |  |       |  |  |                                |  |  |                               |  |
|                                |                        | Guglielmo di Warenne, II conte di Surrey | William de Warenne, I conte del Surrey     |  |  |       |  |  |                                |  |  |                               |  |
|                                |                        | Guglielmo di Warenne, II conte di Surrey | Gundred, contessa del Surrey               |  |  |       |  |  |                                |  |  |                               |  |
| Ada de Warenne                 |                        | Guglielmo di Warenne, II conte di Surrey |                                            |  |  |       |  |  |                                |  |  |                               |  |
|                                |                        | Elisabetta di Vermandois                 | Ugo di Francia                             |  |  |       |  |  |                                |  |  |                               |  |
|                                |                        | Elisabetta di Vermandois                 | Ugo di Francia                             |  |  |       |  |  |                                |  |  |                               |  |
|                                |                        | Elisabetta di Vermandois                 | Adelaide, contessa di Vermandois           |  |  |       |  |  |                                |  |  |                               |  |
|                                |                        | Elisabetta di Vermandois                 |                                            |  |  |       |  |  |                                |  |  |                               |  |

### Fonti primarie
- (LA)  Matthæi Parisiensis, Monachi Sancti Albani, Chronica Majora, Vol. II 1067-1216.
- (LA)  Annales Cestrienses or Chronicle of the Abbey of St Werburg at Chester.
- (LA)  Monumenta Germaniae Historica, Scriptores, tomus XXIII.
- (LA)  The Chronicle of the reigns of Henry II and Richard I 1169-1192.
- (LA)  Rerum Gallicarum et Francicarum Scriptores, tomus XII.
- (LA)  Rerum Gallicarum et Francicarum Scriptores, tomus XVIII.
- (LA)  Ordericus Vitalis, Historia Ecclesiastica, vol. II.
- (LA)  Annales Monastici Vol. I.
- (LA)  Chronique de Robert de Torigni, abbé du Mont-Saint-Michel, tome II.
- (LA)  Chronique de Robert de Torigni, abbé du Mont-Saint-Michel, tome I.
- (LA)  Chroniques des Eglises d´Anjou.
- (LA)  cartoulaire du bas poitou .
- (LA)  Cartulaire de Saint-Laon de Thouars.

### Letteratura storiografica
- William John Corbett, "Inghilterra 1087 - 1154", cap. II, vol. VI (Declino dell'impero e del papato e sviluppo degli stati nazionali) della Storia del Mondo Medievale, 1999, pp. 56–98.
- Doris M. Stenton, "Inghilterra: Enrico II", cap. III, vol. VI (Declino dell'impero e del papato e sviluppo degli stati nazionali) della Storia del Mondo Medievale, 1999, pp. 99–142.
- Frederik Maurice Powicke, "Inghilterra: Riccardo I e Giovanni", cap. II, vol. VI (Declino dell'impero e del papato e sviluppo degli stati nazionali) della Storia del Mondo Medievale, 1999, pp. 143–197.
- Jacques Choffel, La Bretagne sous l'orage Plantagenêt, 1990, pp. 203–204.
- Judith Everard e Michael Jones, The Charters of Duchess Constance and Her Family (1171-1221). Boydell & Brewer Ltd, 1999
- Judith Everard, Brittany and the Angevins: Province and Empire, 1158-1203. Cambridge University Press, 2000
- Pierre-Hyacinthe Morice, Histoire ecclésiastique et civile de Bretagne, Libro primo, 1750
- Prudence Guillaume de Roujoux, Histoire des rois et des ducs de Bretagne, Libro secondo, 1828
- Charles Taillandier, Histoire ecclésiastique et civile de Bretagne, Libro secondo, 1751
- Arthur Le Moyne de La Borderie, Histoire de Bretagne, Libro terzo, 1899
- Pierre Daru, Histoire de Bretagne, Libro primo, 1826
- Manet, Histoire de la Petite-Bretagne, ou Bretagne Armorique, depuis ses premiers habitans connus, Libro secondo, 1834